# David Healy
David Jonathan Healy, MBE (5 d'agost de 1979) és un exfutbolista nord-irlandès de la dècada de 2000.
Fou 95 cops internacional amb la selecció d'Irlanda del Nord.
Pel que fa a clubs, destacà defensant els colors de Manchester United FC, Preston North End FC, Leeds United FC, Fulham FC, Sunderland AFC i Rangers FC.
Com a entrenador, el 2015 esdevingué màxim responsable del Linfield.

## Palmarès

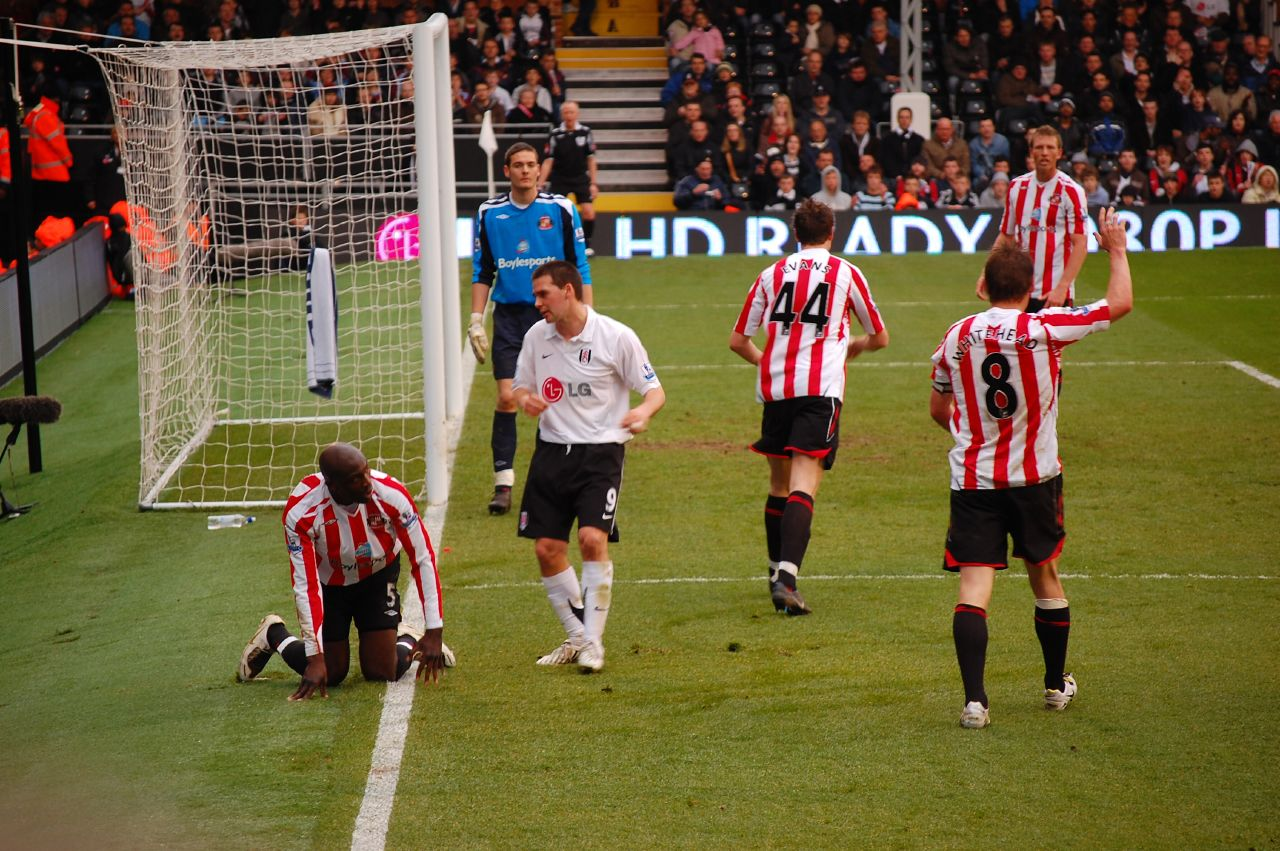
Healy (de blanc) vs Sunderland l'abril de 2008.

Jugador
Rangers
- Scottish League Cup: 2011
- Scottish Premier League: 2010-11

Entrenador
Linfield
- County Antrim Shield: 2017
- NIFL Premiership: 2016-17
- Irish Cup: 2017